# Кебезень
Кебезень — село в Турочакском муниципальном районе Республики Алтай России. Входит в состав Кебезенского сельского поселения.

## История
Село основано в 1856 году.  

## Этимология
Название переводится с алтайского как «много проток, рек» («кöп» — много; «öзöн» — протока реки).
Также в обиходе существует альтернативное топонимическое название села Кеме-эзен — «Здравствуй лодка», «кеме» — лодка, «эзен» — здравствуй.

## География
Через село проходит дорога от Горно-Алтайска до Телецкого озера. Река Бия разделяет село на неравные половины. Меньшая по количеству жителей, заречная часть, расположена на левом берегу, соединяется с правым берегом подвесным мостом и паромом. Подвесной мост неоднократно разрушался в период паводков.
Выше села Кебезень по течению реки Бия начинается одноименный порог Кебезенский, относящийся ко второй категории сложности. Длина его составляет 300 м. На этом участке реки, между двумя поворотами, Бия несется бурным потоком. От берегов, небольших мысов отходят к середине потока валы, образуя стоячие волны высотой до 1,2 м. Здесь приходится усиленно отгребать от берегов.

## Инфраструктура
В населённом пункте есть школа, фельдшерско-акушерский пункт, православная церковь.

## Население
| 2010 | 2011 | 2012 | 2013 | 2014 | 2015 | 2016 |
| ---- | ---- | ---- | ---- | ---- | ---- | ---- |
| 661  | ↗662 | ↘649 | ↗652 | ↘634 | ↗639 | ↘615 |